# NGC 4945
Az NGC 4945 (más néven Caldwell 83) egy küllős spirálgalaxis a Centaurus (Kentaur) csillagképben.

## Felfedezése
James Dunlop fedezte fel 1826-ban.

## Tudományos adatok
Az NGC 4945 galaxis 563 km/s sebességgel távolodik tőlünk.
A mérések arra utalnak, hogy az NGC 4945-ben egy hatalmas fekete lyuk található.